# Marin Marais
Marin Marais (31. května 1656, Paříž – 15. srpna 1728, tamtéž) byl francouzský hudebník, hráč na violu da gamba a hudební skladatel barokního období. Byl žákem proslulého hudebníka, Sainte-Colomba a Jeana-Baptiste Lullyho. Od roku 1676 působil ve Versailles na dvoře Ludvíka XIV.

## Životopis
Marin Marais se narodil 31. května 1656 v chudé pařížské rodině, ševci Vincentu Maraisovi a jeho ženě Catherine Bellanger. Pouze bratr Vincentův, kněz, byl z poněkud vyšší sociální vrstvy.
V roce 1667 se Marin Marais stal členem chóru kostela Saint-Germain-l'Auxerrois, kde se setkal s Michelem-Richardem de Lalande (rovněž členem chóru) a s kaplanem François Lalouettem. Po šesti letech dobrovolně Saint-Germain-l'Auxerrois opouští a pokouší se zdokonalovat v hraní na violu da gamba, kterému se učil během působení v chóru, u Jeana de Sainte-Colombe. Ten, snad že se cítil ohrožen velkým talentem mladého muzikanta, mu po šesti měsících řekl, že ho již nemůže nic naučit. Titon du Tillet vypráví, že Marin Marais se schovával u pracovny Saint-Colomba, umístěné v zahradním domku, aby se pokusil proniknout k tajemství mistrovy hry, ale byl odhalen a odehnán.
Marais pak vstoupil do orchestru Královské hudební akademie, řízen Lalouettem - možná právě díky jeho vlivu. Ředitelem Královské hudební akademie byl tehdy Lully.
V roce 1676 se oženil s Catherinou Darnicourt, s níž měl (podle Titona du Tillet) devatenáct dětí; každopádně se našly stopy po třinácti dětech, poslední byl Jérôme. Skladba "Le tombeau pour Marais Le Cadet" byla pravděpodobně napsána pro něj. Marin Marais získal 1679 místo violisty v komorní hudbě krále Ludvíka XIV. Tuto povinnost pak kumuluje s působením hudebníka v Opeře dalších 14 let.
V roce 1685 začíná Marin Marais psát skladby pro violu da gamba; první kniha vyšla v roce 1686. V témže roce začíná psát operu Idylle dramatique, která měla velký úspěch, z níž se však dochovala pouze slova.
Po smrti Jeana-Baptiste Lullyho, který skladateli dával velkou volnost hrát své skladby, Marais píše Alcide (na libreto Jeana-Galberta de Campistron) ve spolupráci s Louisem Lullym (starší syn Jeana-Baptisty), uvedenou s velkým úspěchem v roce 1693. Působí současně jako violista s dalšími hudebníky u dvora Ludvíka XIV., ale i v jeho okolí - u vévody z Bourgogne, Madame de Montespan, Madame de Maintenon etc.).
V roce 1701 je Marais pověřen řízením tří velkých ceremonií za uzdravení dauphina, v nichž účinkovalo na dvěstěpadesát hudebníků a zpěváků a během nichž byla kromě jiného interpretován dvě z jeho motet: Domine salvum fac regem a další, jehož název není znám. Po této důležité prezentaci se stal vedoucím stálého orchestru opery (kolem roku 1704). Píše ještě Alcyone, hudební tragédii (1706), která získala velký úspěch. Poznává nyní období méně příznivé, s neúspěchem Sémélé, která jej jeho posledním lyrickým dílem. Objevují se noví skvělí violisté, kteří svým uměním otřásají jeho postavením violisty a skladatele: Louis de Caix d'Hervelois a především Antoine Forqueray.
V roce 1708 Marais žádá a dosahuje toho, že jeho prvorozený syn Vincent přebírá jeho místo violisty krále. Pokračuje nicméně v hraní u dvora až do smrti Ludvíka XIV., pokračuje rovněž ve vyučování a cvičeních hry na svůj nástroj. 4. srpna 1727 umírá jeho nejstarší syn, téměř přesně rok poté (kolem 15. srpna 1728) umírá i on sám.

## Dílo

### Skladby pro violu da gamba
Napsal kolem 600 skladeb pro violu, uspořádaných do pěti knih.
- Pièces à une et à deux violes (1686)
  - Suite a deux violes en Ré mineur : 1. Prélude ; 2. Allemande ; 3. Courante ; 4. Sarabande ; 5. Gigue ; 6. Gavotte ; 7. Menuet — Sujet Diversitez ; 8. Thème et 20 variations
  - Suite en ré majeur : 1. Prélude ; 2. Fantaisie ; 3. Allemande ; 4. Courante ; 5. Sarabande ; 6. Gigue ; 7. La Paysanne ; 8. Gavotte ; 9. Menuets ; 10. Rondeau
  - Suite en la majeur : 1. Prélude ; 2. Boutade ; 3. Allemande et Double ; 4. Courante ; 5. Sarabande ; 6. Sarabande ; 7. Gigue ; 8. Menuet ; 9. Rondeau
  - Suite à deux violes en sol majeur : 1. Prélude ; 2. Allemande ; 3. Courante ; 4. Sarabande ; 5. Gigue ; 6. Gavotte en rondeau ; 7. Menuet ; 8. Gavotte ; 9. Fantaisie ; 10. Chaconne
  - Suite en ré mineur : 1. Prélude ; 2. Prélude ; 3. Allemande ; 4. Courante et double ; 5. Sarabande ; 6. Gigue, gigue & double ; 7. Prélude ; 8. Fantaisie ; 9. Rondeau ; 10. Gavotte en rondeau, gavotte
  - Suite en sol mineur : 1. Prélude ; 2. Allemande ; 3. Courante ; 4. Sarabande ; 5. Gigue ; 6. Gavotte ; 7. Menuet ; 8. Prélude ; 9. Rondeau
  - Suite en ré mineur : 1. Prélude ; 2. Allemande, double ; 3. courante double ; 4. Sarabande ; 5. Gigue, double ; 6. Fantaisie ; 7. Menuets ; 8. Rondeau ; 9. Fantaisie en si mineur
  - Suite en fa dièse mineur : 1. Prélude ; 2. Allemande ; 3. Courante ; 4. Sarabande ; 5. Gigue ; 6. Menuet ; 7. Rondeau
  - Suite en ré majeur : 1. prélude ; 2.Allemande, double ; 3. Courante, double ; 4. Sarabande ; 5. Gigue ; 6. Chaconne ; 7. Tombeau de Mr. Meliton à 2 violes

- Basses continues des pièces à une et deux violes avec une augmentation de plusieurs pièces particulières en partition (1689)

- Pièces de violes, Deuxième livre (1701)

- Pièces de viole, Troisième livre (1711)

- Pièces à une et à trois violes, Quatrième livre (1717)

- Pièces de viole, Cinquième livre (1725)

### Skladby pro trio
Marais byl jeden z prvních skladatelů ve Francii píšících skladby pro trio.
- Pièces en trio pour les flûtes, violons et dessus de viole avec la basse continue (1692)
- La Gamme et autres morceaux de symphonie pour le violon, la viole et le clavecin (1723), mezi nimi slavná Sonnerie de Sainte-Genevière du Mont

### Opery
Přesnější označení je "lyrická tragédie" (franc. tragédie lyrique n. tragédie en musique)
- Alcide (1693) (ve spolupráci s Louisem de Lully)
- Ariane et Bacchus (1696)
- Alcyone (1706)
- Sémélé (1709)

## Bibliografiie
- Sylvette Milliot et Jérôme de La Gorce, Marin Marais, Paris, Fayard, 1991.
- Jonathan Dunford et Pierre-Gilles Girault, « Un portrait du musicien Marin Marais par Jean Dieu de Saint-Jean au musée du château de Blois », Cahiers du château et des musées de Blois, n° 37, déc. 2006-juin 2007, p. 14-21.

## Ikonografie
- Portrét od André Bouyse
- Portrét od Jean Dieu de Saint-Jeana (uložen v muzeu zámku v Blois)

## Film, román
- Tous les matins du monde, román Pascala Quignarda (1991)
- Tous les matins du monde film Alaina Corneaua (podle románu Pascal Quignard)